# Wild (film, 2014)
Pour les articles homonymes, voir Wild.
Pour plus de détails, voir Fiche technique et Distribution.
Wild est un film américain réalisé par Jean-Marc Vallée, sorti en 2014. Il s'agit de l'adaptation cinématographique du livre du même nom ecrit par Cheryl Strayed. Le film met Reese Witherspoon dans le rôle de Cheryl Strayed, aux côtés de Laura Dern, Thomas Sadoski et Gaby Hoffmann, qui tiennent des rôles notables, qui narre l'histoire de Strayed, qui entame une randonnée en solitaire de 1 700 km sur le Pacific Crest Trail pour se remettre d'une tragédie personnelle.
Le long-métrage est présenté pour la première fois au Festival de Telluride le 29 août 2014 avant de connaître une sortie en salles aux États-Unis en décembre 2014. Dans l'ensemble, Wild a rencontré un accueil critique positif, qui salue les performances de Witherspoon et Dern, qui leur valent une nominations respective aux Oscars. Le film est également un succès commercial au box-office, rapportant 52,5 millions de $ de recettes mondiales, soit le triple de son budget de production,.

## Synopsis

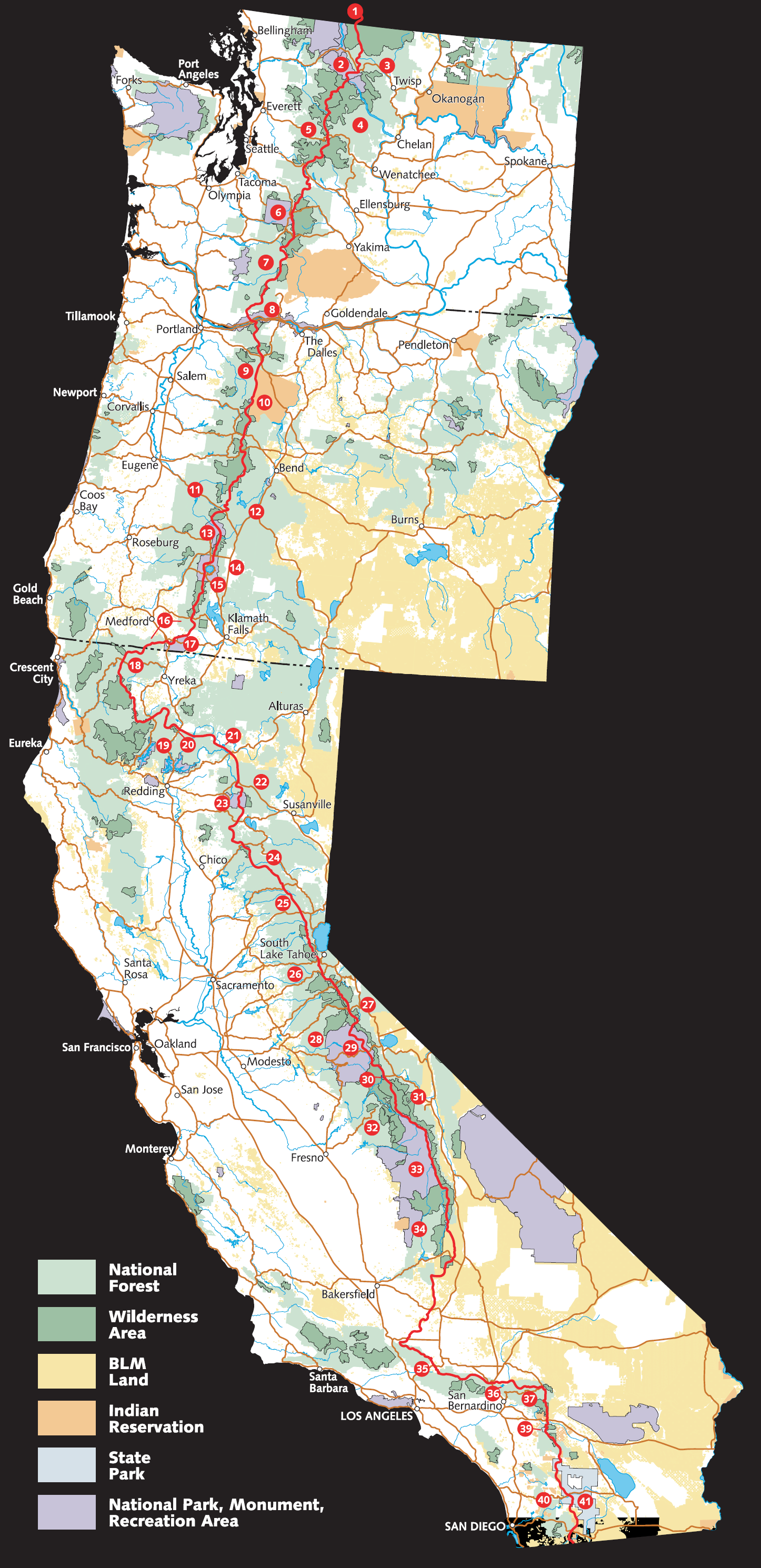
Plan de la route du Pacific Crest Trail, que le personnage principal, Cheryl Strayed, emprunte.

En juin 1995, malgré un manque d'expérience en matière de randonnée, Cheryl Strayed, une jeune femme divorcée, quitte Minneapolis, dans le Minnesota, pour parcourir 1 700 kilomètres sur les 4 240 du sentier du Pacific Crest Trail, dans un voyage de découverte de soi et de guérison. Pendant la randonnée, Strayed se souvient de son enfance dans le Minnesota et de sa mère, Bobbi Grey. La mort de Bobbi des suites d'un cancer a plongé Cheryl dans une profonde dépression qu'elle a essayé d'apaiser avec de l'héroïne et des relations sexuelles avec d'autres hommes, ce qui a finalement détruit son mariage avec son mari Paul. Après avoir appris qu'elle était enceinte, Strayed s'est fait avorter et a décidé de parcourir le sentier pour se racheter. La jeune femme commence sa randonnée dans le désert de Mojave dans le sud de la Californie avec son sac à dos. Le premier soir, elle découvre qu’elle a apporté le mauvais type de gaz pour son réchaud et qu’elle est donc incapable de cuire des aliments. Au bout de quelques jours, Strayed rencontre Frank, un agriculteur et ouvrier du bâtiment qui l'accueille pour la nuit et lui propose avec sa femme un repas fait maison et une douche chaude.
Strayed rencontre un randonneur nommé Greg qui accepte de la rencontrer à Kennedy Meadows, en Californie. À son arrivée, elle rencontre un campeur nommé Ed qui l'aide à alléger stratégiquement son sac à dos en surpoids et la convainc de remplacer ses chaussures de randonnée sous-dimensionnées par une nouvelle paire afin d'être livrées à un prochain arrêt sur le sentier. Strayed continue sa randonnée dans le nord de la Californie malgré les avertissements de Greg concernant de fortes chutes de neige. Après avoir enlevé une botte pour enlever un ongle lâche, la botte tombe accidentellement sur une pente profonde inaccessible, la forçant à continuer le voyage avec des sandales renforcées avec du ruban adhésif. Aimee, la meilleure amie de Strayed, envoie ses provisions lors d'un arrêt le long de la piste, y compris des lettres la félicitant pour ses progrès. Strayed reçoit également des lettres de son ex-mari Paul en cours de route.
Le matin du 58e jour, Strayed n'a plus d’eau et lèche désespérément la rosée de sa tente. Déshydratée et proche de l'épuisement, elle aspire l'eau d'une flaque boueuse. Alors qu'elle attend que son eau soit désinfectée, deux chasseurs s'approchent, l'un faisant des remarques suggestives. Se sentant menacée et vulnérable, Strayed décide de partir rapidement et s'enfuit. Strayed quitte la Californie et arrive à Ashland, en Oregon, où elle rencontre un homme nommé Jonathan, avec qui elle assiste à un concert en hommage à Jerry Garcia et passe ensuite la nuit. Quelques jours plus tard, Strayed arrive à la forêt nationale du Mont Hood et rencontre un groupe amical de jeunes randonneurs qui partagent leurs expériences. Les randonneurs la reconnaissent aux signatures qu'elle a laissées dans les registres du randonneur le long du Pacific Crest Trail. Souvent égarée, elle laisse des citations ou des poèmes qui la concernent tout au long de son parcours. Un jour de pluie, Strayed trouve un lama qui s’est échappé d’un jeune garçon en randonnée avec sa grand-mère. Elle discute avec le garçon, qui lui pose des questions sur ses parents. Après avoir mentionné la mort de sa mère, le garçon chante Red River Valley devant Strayed, disant qu'il s'agit d'une chanson que sa mère lui chantait. Après que le garçon et sa grand-mère ont poursuivi la piste, Strayed s'effondre et pleure.
Le 15 septembre 1995, après 94 jours de randonnée, Strayed atteint le Bridge of the Gods qui franchit le fleuve Columbia, entre l'Oregon et Washington, mettant ainsi fin à son périple. À divers endroits du sentier, y compris au bout du pont, Strayed rencontre un renard roux qu'elle interprète comme portant l'esprit de sa mère qui veille sur elle. Elle réfléchit à sa vie future, dans quatre ans, elle se remariera à un endroit en vue du pont. Cinq ans plus tard, elle aura un fils et un an plus tard, elle aura une fille, Bobbi, d'après le nom de sa mère.

## Fiche technique
- Titre original : Wild
- Réalisation : Jean-Marc Vallée

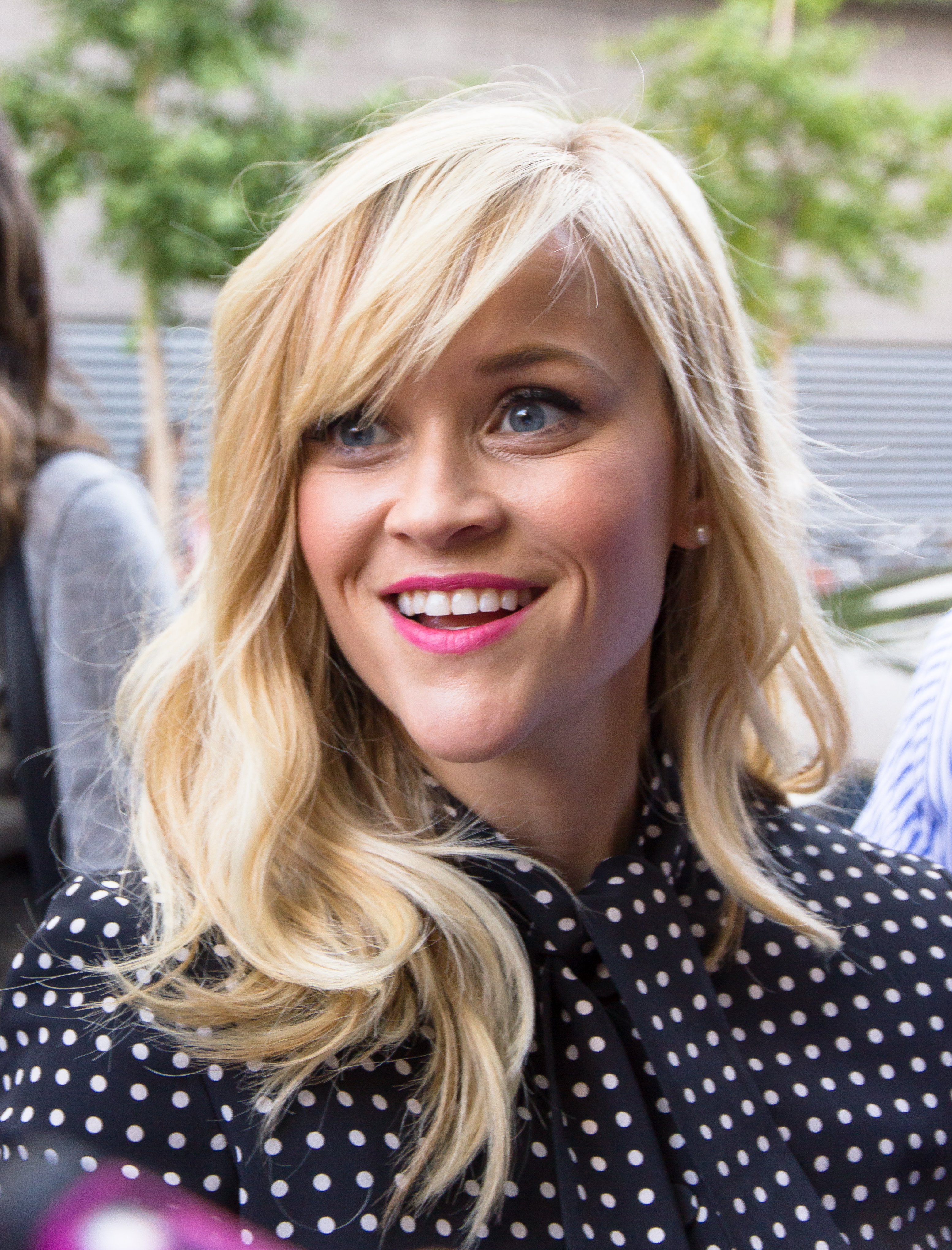
L'actrice principale Reese Witherspoon, à la première du film au Festival international du film de Toronto 2014.

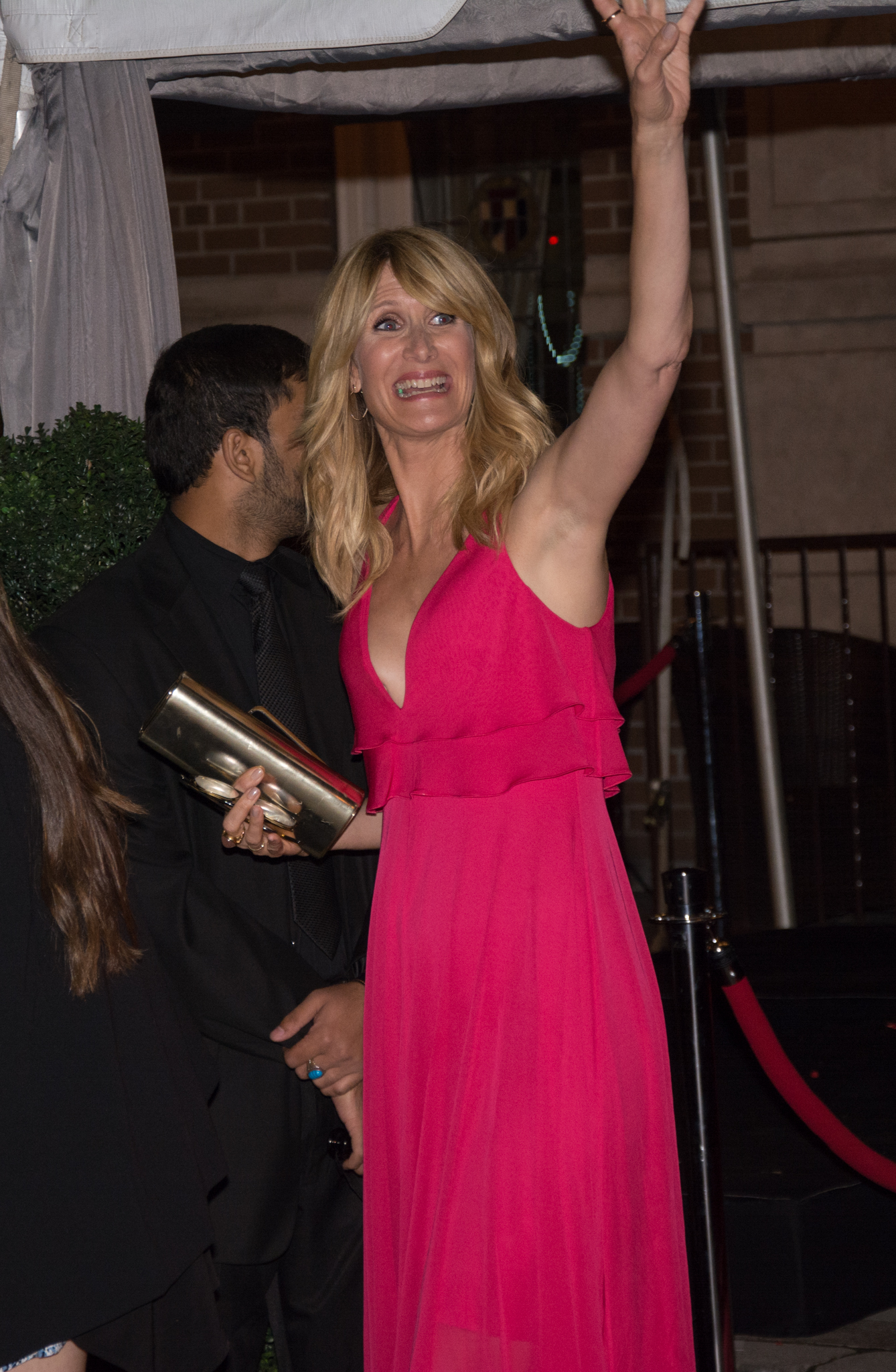
Et la deuxième actrice principale, Laura Dern, aussi au TIFF 2014.

- Scénario : Nick Hornby d'après Wild de Cheryl Strayed
- Direction artistique : John Paino
- Décors : Javiera Varas
- Costumes : Melissa Bruning
- Montage : Martin Pensa (en)
- Musique : Susan Jacobs et Daniel Alomía Robles (extraits d'El cóndor pasa)
- Photographie : Yves Bélanger
- Son : Ai-Ling Lee
- Production : Bruna Papandrea et Reese Witherspoon
- Sociétés de production : Fox Searchlight Pictures et Pacific Standard
- Sociétés de distribution : Fox Searchlight Pictures (États-Unis), 20th Century Fox (France)
- Pays de production :  États-Unis
- Langue originale : anglais
- Format : couleur — 2,35:1 — son Dolby numérique
- Genre : drame, aventures, biographie
- Durée : 116 minutes
- Dates de sortie :
  - États-Unis : 3 décembre 2014 (sortie limitée), 19 décembre 2014 (sortie nationale)
  - France : 14 janvier 2015
- Classification : R (Restricted) aux États-Unis[5], tous publics avec avertissement en France[6]

## Distribution
- Reese Witherspoon (VF : Hélène Bizot ; VQ : Aline Pinsonneault) : Cheryl Strayed
- Thomas Sadoski (VF : Mathieu Moreau ; VQ : Pierre-Yves Cardinal) : Paul, l'ex-mari de Cheryl
- Laura Dern (VF : Rafaèle Moutier ; VQ : Anne Bédard) : Bobbi Grey, la mère de Cheryl
- Keene McRae (VF : Samuel Cahu) : Leif, le frère de Cheryl
- Gaby Hoffmann (VF : Marie Donnio) : Aimee, la meilleure amie de Cheryl
- Michiel Huisman (VF : David Van De Woestyne) : Jonathan
- W. Earl Brown (VF : François-Éric Gendron ; VQ : Marc Bellier) : Frank
- Jan Hoag (VF : Marie-Martine) : Annette
- Kevin Rankin (VF : Jean-Christophe Dollé ; VQ : Gabriel Lessard) : Greg
- Brian Van Holt (VF : Jérémie Covillault) : Un ranger
- Cliff De Young (VF : Jérôme Wiggins) : Ed
- Mo McRae (VF : Christophe Peyroux) : Jimmy Carter
- Charles Baker (VF : Olivier Chauvel) : TJ
- Nick Eversman (VF : Gauthier Battoue) : Richie
- J.D. Evermore (VF : Stéphane Pouplard) : Clint
- Randy Schulman (VF : Emmanuel Lemire) : Thérapeute
- Cathryn de Prume (VF : Marion Valantine) : Stacey

| Version française - Studio de doublage : Dubbing Brothers - Direction artistique : Béatrice Delfe - Adaptation : Joël Savdié | Version québécoise - Studio de doublage : Cinélume - Direction artistique : Joey Galimi - Adaptation : Bérengère Rouard |

 Source et légende : version française (VF) sur RS Doublage et Doublage Séries Database
 Source et légende : version québécoise (VQ) sur Doublage.qc.ca

## Production

### Genèse et développement
À l'origine, Wild est un livre écrit par Cheryl Strayed, relatant sa longue randonnée sur le Pacific Crest Trail ainsi que sa vie avant son voyage,, qui est devenu un best-seller acclamé par la critique lors de sa parution en 2012. Cinq mois avant la publication du livre dans les librairies, Strayed envoie un exemplaire de son ouvrage à Reese Witherspoon, pensant que s'il était adapté au cinéma, l'actrice et productrice serait l'interprète idéale. Emballée par le livre, Witherspoon achète immédiatement les droits du livre pour en faire un film, prenant de vitesse plusieurs producteurs qui voulaient également l'adapter. Afin de s'impliquer davantage sur ce projet, Witherspoon décline l'offre de Tim Burton d'incarner la peintre Margaret Keane dans son biopic Big Eyes, qui est finalement incarnée par Amy Adams. Le 8 mars 2012, Witherspoon annonce produire l'adaptation cinématographique du livre de Strayed via sa société de production, Pacific Standard, et qu'elle incarnera l'autrice du livre. En juillet 2013, Fox Searchlight Pictures acquiert les droits du film.
La réalisation est confiée au Québécois Jean-Marc Vallée,, tandis que le scénario est confié à Nick Hornby. Lisa Cholodenko était initialement prévue pour la réalisation, avant de se retirer. Vallée s'est vu confier la mise en scène du film lors de la post-production de Dallas Buyers Club. Admirative du travail de Vallée, la productrice et associée de Witherspoon à Pacific Standard, Bruna Papandrea, l'a abordé après avoir visionné la première séquence de Dallas Buyers Club afin de lui offrir le poste.
L'un des autres rôles centraux du film, celui de la mère de Strayed, est confié à Laura Dern. Pour se préparer au rôle et pour plus de réalisme, Witherspoon a fait faire un tatouage temporaire afin de reproduire celui de Cheryl Strayed.

### Tournage
Le tournage de Wild débute le 11 octobre 2013 avec des prises de vues extérieures en Oregon et en Californie. Certains lieux de tournage pour le film étaient si reculés des sentiers praticables en voiture, que l'équipe technique a parfois dû acheminer le matériel à dos d'âne et de cheval. Jean-Marc Vallée n'a pas laissé Witherspoon lire les manuels d'instructions concernant la tente et le réchaud, ce qui a permis de retranscrire l’authenticité de la frustration du personnage. De plus, le réalisateur a couvert les miroirs afin que l'actrice ne puisse se voir. Afin de retranscrire l'état d'esprit du personnage principal, Vallée et son équipe ont « finalement opté pour le positionnement de la caméra aux côtés du personnage ». Selon Vallée, « la plupart du temps, [ils sont] près de Reese et [marchent] avec elle » et qu'« on voit son visage, on peut donc facilement distinguer ce qu’elle regarde et comprendre ce à quoi elle pense ». Mais pour Vallée, « il était également important qu’on la voie parfois toute petite, au loin, comme immergée dans cette nature sauvage d’une beauté à couper le souffle ». L’équipe de production a eu accès à vingt-cinq paires de chaussures de randonnée Danner fabriquées sur mesure pour montrer le vieillissement progressif de ces chaussures. Ces bottes ont été fabriquées localement à Portland, en Oregon, où le film a été tourné.
En étant confrontée à des conditions extrêmes comme Strayed à l'époque de sa randonnée, Reese Witherspoon a fait preuve d'une grande rigueur durant le tournage. Mais vu sa grand connaissance et son amour de la nature, elle expliquera qu'elle n'aurait « jamais pu jouer ce rôle si [elle n'avait pas aimé] la nature car cela a été extrêmement difficile à tous les niveaux… et beaucoup plus physique [qu'elle ne l'avait] imaginé ! ». Elle ajouté qu'il a fallu qu'elle fasse l’ascension d’une montagne, traverse une rivière en gardant l'équilibre et marcher dans de la neige jusqu'à la poitrine.
Concernant la rigueur du tournage, Witherspoon dira plus tard : « De loin, c'est le film le plus difficile que j'ai jamais fait dans ma vie. Bien sûr, je n'ai pas parcouru des milliers de kilomètres, mais c’était un type de rigueur physique différent. Je montais une colline avec un sac à dos de 20 kilos et on se disaient : « Ce sac à dos n'a pas l'air assez lourd. Mettez ce sac à dos de 25 kilos et montez la colline neuf ou dix fois. Nous n’avons littéralement pas arrêté de tourner dans ces endroits reculés : nous ne voulions pas nous arrêter pour déjeuner, nous ne mangions que des collations. Pas de pauses toilettes. C'était fou, mais c'était tellement merveilleux. C'était une immersion complète et je ne me suis jamais senti plus proche d'une équipe. Nous nous sommes littéralement tirés vers le haut des montagnes et avons porté l'équipement de chacun ».

## Sortie et accueil

### Box-office
Wild connaît d'abord une sortie limitée aux États-Unis et rapporte 606 810 $ de recettes le premier week-end d'exploitation. Deux semaines plus tard, le film connaît une distribution à l'échelle nationale et s'empare de la sixième place du box-office avec 4 113 752 $, portant le total à 7 174 489 $ depuis sa sortie. Wild n'est jamais distribué au-delà de 1 361 salles sur le territoire américain et rapporte finalement un résultat de 37 880 356 $ de recettes, tandis qu'il engrange 14 621 185 $ à l'international, portant le total mondial à 52 501 541 $, pour un budget de production de 15 000 000 $, soit un taux de rentabilité de 350 %, ce qui est considéré comme un succès commercial.
En France, l'accueil est plus restreint, puisqu'il ne parvient qu'à prendre la quinzième place du box-office la semaine de sa sortie avec 55 632 entrées où il est distribué dans une faible combinaison de salles. Finalement, le film termine sa course avec 121 050 entrées.
En Europe, le film totalise 288 389 entrées en Allemagne, 221 436 entrées au Royaume-Uni et 107 322 entrées aux Pays-Bas.
| Pays ou région        | Box-office      | Date d'arrêt du box-office | Nombre de semaines |
| --------------------- | --------------- | -------------------------- | ------------------ |
| États-Unis            | 37 880 356 $    | 7 mai 2015                 | 23                 |
| France                | 121 050 entrées | 24 février 2015            | 6                  |
| Total hors États-Unis | 14 621 185 $    | 15 mars 2015               | -                  |
| Total mondial         | 52 501 541 $    | 7 mai 2015                 | 23                 |

### Réception critique
Le film reçoit un bon accueil de la critique spécialisée dans les pays anglophones, obtenant un taux d'approbation de 89% sur le site Rotten Tomatoes sur la base de 253 critiques collectées et la mention « fraîcheur certifiée ». Dans son consensus, Rotten Tomatoes note que « Puissant, émouvant et émotionnellement vibrant, Wild porte le réalisateur Jean-Marc Vallée et la vedette Reese Witherspoon au sommet de leurs forces respectives ». Sur le site Metacritic, le film reçoit un score de 76/100, sur la base de 47 critiques collectées et la mention « critiques globalement favorables ».
AO Scott du New York Times écrit que Witherspoon, qui apparaît dans presque toutes les séquences du film, décrit Strayed « avec égoïsme, esprit et une honnêteté sans faille ». Scott ajoute que l'élément « le plus audacieux » du film était son respect pour le « récit associatif libre, axé sur la mémoire » dans les mémoires de Strayed, affirmant que le film présentait un « mépris passionnant pour les conventions du cinéma commercial » et que « raconter des histoires pour démontrer que les images et les émotions peuvent avoir une signification plus efficace que «des scènes soigneusement emballées ou des arcs de personnages soigneusement écrits ».
Stephen Farber du Hollywood Reporter a salué les performances de Witherspoon et Dern, ainsi que Vallée, déclarant qu'il « a conçu un film d'aventures en pleine nature qui est aussi une puissante histoire d'angoisse et de survie de la famille » et Hornby pour avoir adapté « le livre avec finesse ».
Justin Chang de Variety a déclaré qu'« il n'est pas surprenant que le polyvalent Vallée, qui a récemment dirigé deux performances primées aux Oscars dans Dallas Buyers Club, ait suscité auprès de Witherspoon un rôle extrêmement engagé qui, dans son mélange de courage, de vulnérabilité, de courage physique et émotionnel », ajoutant que « l’immédiateté, représente sans aucun doute son œuvre la plus touchante et la plus importante des neuf dernières années, depuis Walk the Line ... Il n’est pas surprenant non plus que Vallée, dont le montage très soigné sur Dallas Buyers Club était l’une des vertus les plus méconnues de ce film, a stratégies de salle de coupe ici ». Pete Hammond de Deadline Hollywood fait écho à ces affirmations, estimant que Witherspoon « comprenait bien » et qu'elle « livre son meilleur travail d'écran depuis son rôle oscarisé dans Walk the Line, et cette représentation tridimensionnelle d'une femme en quête de soi ... est sûre de la mettre de retour au cœur de la course à l'Oscar de la meilleure actrice ». Allison M. Lyzenga, critique pour My Film Habit, a déclaré que le film « essaie de faire beaucoup de choses et je ne pense pas que cela les ait toutes accomplies, mais c'était quand même assez intéressant. Alors, ça vaut la peine de louer ».
Cheryl Strayed, l'auteur du livre, a déclaré que le film avait été snobé de la catégorie du meilleur film aux Oscars en raison du « sexisme hollywoodien ». Sept des huit nommés au prix du meilleur film de l'année 2014 aux Oscars tournent presque entièrement autour de personnages masculins.
En France, l'accueil critique est plus partagée, obtenant sur le site AlloCiné la note de 3/5, sur la base de 22 critiques collectées. Parmi les critiques positifs, Thomas Colpaert de Télé 2 Semaines trouve qu'« en alternant séquences de marche et flash-back sur le passé de Cheryl, la mise en scène aérienne restitue parfaitement le voyage intérieur de l'héroïne. Les décors sont également sublimes », tandis qu'Isabelle Magnier de Télé 7 Jours note que « le film envoûte par la beauté des grands espaces et le charme brut de son héroïne, incarnée avec force par Reese Whitherspoon » et est qualifié de « drame touchant » selon Closer.
Parmi les critiques partagées, Stéphanie Belpêche du Journal du Dimanche affirme que « c'est sans surprise, pourtant on se laisse embarquer dans ce récit dépourvu d'angélisme, porté par la convaincante Reese Witherspoon », Emma Martin du site aVoir-aLire.com écrit dans sa critique que « contreplaqué de pathos, Wild se traîne sur les sentiers battus et rebattus de la gloire selon l’Académie des Oscars ».
Parmi les critiques négatives, pour Joachim Lepastier des Cahiers du Cinéma, « le rapport au paysage est le plus mal intégré à cette édifiante reconstruction psychologique. Car celui-ci n'existe que comme un fond d’écran interchangeable (…) Tant de territoires pour si peu de sensations ! » et pour Vincent Ostria des Inrockuptibles, « ce qui pénalise le film, c’est bien son tombereau mélodramatique égrené mécaniquement, comme un mantra ». Pour Philippe Rouyer de Positif, « même si on ignorait tout du best-seller autobiographique de Cheryl Strayed, cette quête ne nous surprend jamais ».
Le film obtient un accueil positif de la part du public : il obtient un taux d'approbation de 75 % sur Rotten Tomatoes, sur la base de 53 949 votes et une note de 7,2/10 sur Metacritic pour 223 critiques. Pour 2 953 notes dont 224 critiques des spectateurs, AlloCiné lui attribue une note de 3,8/5 Sur le site IMDb, Wild obtient la note moyenne de 7,1/10, pour 109 983 votes des utilisateurs.

## Distinctions

### Récompenses
- Festival du film de Hollywood 2014 : Hollywood Breakout Director Award
- Boston Society of Film Critics Awards 2014 : meilleure actrice dans un second rôle pour Laura Dern (2e place)
- Dallas-Fort Worth Film Critics Association Awards 2014 : meilleure actrice pour Reese Witherspoon
- Indiana Film Journalists Association Awards 2014 : meilleure actrice pour Reese Witherspoon

### Nominations et sélections
- Festival du film de Telluride 2014
- Festival international du film de Toronto 2014 : sélection « Gala Presentations »

- Toronto Film Critics Association Awards 2014 : meilleure actrice pour Reese Witherspoon

- British Academy Film Awards 2015 : meilleure actrice pour Reese Witherspoon
- Critics' Choice Movie Awards 2015 :
  - Meilleure actrice pour Reese Witherspoon
  - Meilleur scénario adapté pour Nick Hornby
- Oscars du cinéma 2015 : 
  - Meilleure actrice pour Reese Witherspoon
  - Meilleure actrice dans un second rôle pour Laura Dern
- Satellite Awards 2015 :
  - Meilleure actrice pour Reese Witherspoon
  - Meilleure actrice dans un second rôle pour Laura Dern
  - Meilleur scénario adapté pour Cheryl Strayed et Nick Hornby
- Vancouver Film Critics Circle Awards 2015 : meilleure actrice pour Reese Witherspoon
- Writers Guild of America Awards 2015 : meilleur scénario adapté de film pour Nick Hornby